# New Lodge, Belfast

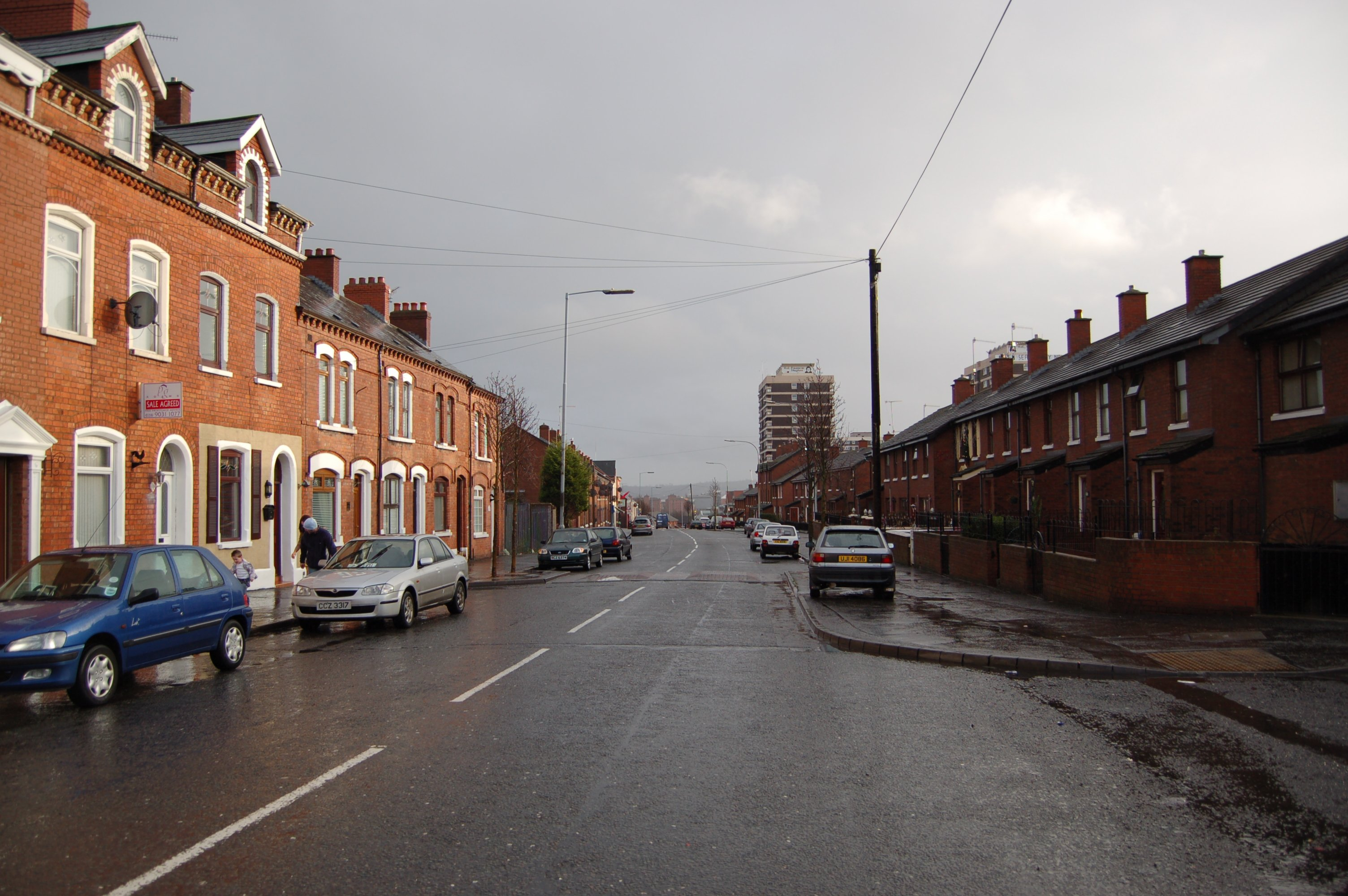
New Lodge Road

New Lodge är ett katolskt och nationalistiskt distrikt i norra Belfast, känt för den rad incidenter som inträffat under The Troubles i Nordirland. Distriktet är en populär turistattraktion för de som vill se väggmålningarna och det som hänt under The Troubles. 
New Lodge är granne med unionistiska Tigers Bay och vilket har gjort att många våldsamheter har ägt rum här. En mur skiljer områdena åt.